# Лишение свободы на Украине
Лишение свободы в государстве Украина — один из видов уголовных наказаний, предусмотренных Уголовным кодексом Украины, которое заключается в изоляции осужденного от общества и помещении его в уголовно-исполнительное учреждение. Является одним из самых строгих уголовных наказаний, находится между ограничением свободы и пожизненным лишением свободы. Может быть назначено за большинство преступлений, предусмотренных Уголовным кодексом Украины на срок от 1 до 15 лет, а по совокупности приговоров - до 25 лет а если человек сидит за одно убийство на пожизненно.

## История
1 апреля 1961 вступил в силу Уголовный кодекс Украинской ССР, по которому законодательно установлены следующие виды наказаний: лишение свободы на срок от 3 месяцев до 15 лет, пожизненное лишение свободы, смертная казнь. В соответствии с Основами исправительно-трудового законодательства Совета ССР и союзных республик, вступивших в силу с 1 ноября 1970 года, местами лишения свободы было признано:
- исправительно-трудовые колонии общего, усиленного, строгого, особого режимов, колонии-поселения;
- тюрьмы (общего и строгого режимов);
- воспитательно-трудовые колонии обычного и усиленного режимов для несовершеннолетних.

С 1991 года начались существенные изменения в уголовно-исполнительном законодательстве. Был принят ряд законов, по которым улучшались условия отбывания наказания. В 1992 году было отменены такие виды наказания, как ссылка и высылка. Было увеличено количество статей уголовного кодекса, за которые назначается наказание в виде колонии-поселения. 30 июня 1993 был принят закон о заключении под стражу. 27 августа 1994 Верховная Рада Украины приняла Закон «О внесении изменений в законодательные акты Украины относительно урегулирования некоторых вопросов, связанных с условиями отбывания наказания». В соответствии с ним: введена отсрочка отбывания наказания для беременных женщин; добавлена возможность отпуска для женщин с детьми; разрешены телефонные разговоры; разрешено некоторым осужденным тратить деньги, полученные по преданию; разрешены платные медицинские консультации. В апреле 2001 года был утвержден новый Уголовный кодекс Украины, который заменил Уголовный Кодекс Украинской ССР. В этом кодексе отсутствует наказание в виде смертной казни. Также в нем присутствуют основные принципы демократии и гуманизма, признание человека как высшей ценности, введены новые виды наказаний, а именно: общественные работы, арест, ограничение свободы (последние два наказания - как альтернатива обычному лишению свободы). Значительно снижено количество статей, за которые может быть назначено конфискации имущества. В 2004 году начал действовать Уголовно-исполнительный кодекс Украины, который заменил Исправительно-трудовой кодекс.

## Назначение
В Уголовном кодексе Украины лишение свободы предусмотрено как основное наказание. Может применяться с некоторыми оговорками ко всем категориям населения.
Лишение свободы назначается на срок от 1 до 15 лет. По совокупности приговоров (если хотя бы один из приговоров вынесен за особо тяжкое преступление) максимальный срок может быть увеличен до 25 лет. Пожизненное лишение свободы считается отдельным наказанием, и не может быть назначено только по совокупности приговоров.
В зависимости от сроков лишения свободы (начиная с начала 2012 года также зависит от суммы штрафов) преступления классифицируются на небольшой тяжести (до 2 лет), средней тяжести (до 5 лет), тяжкие (до 10 лет), особо тяжкие (до 15 лет либо пожизненное).
К несовершеннолетним применяются сниженные рамки: минимальный срок снижен до 6 месяцев, максимальный срок может составлять 15 лет (даже по совокупности приговоров), и только за особо тяжкие преступления, связанные с умышленным причинением смерти. За остальные преступления срок не может превышать 10 лет.

## Правила содержания
В колониях раздельно содержатся мужчины и женщины; лица, впервые совершившие преступление и те, которые уже отбывали наказание в виде лишения свободы; лица, которым смертная казнь или пожизненное лишение свободы заменено лишением свободы на срок в порядке помилования и амнистии, — отдельно от остальных; несовершеннолетние от взрослых; бывшие сотрудники правоохранительных органов, юстиции или суда — отдельно от остальных; больные туберкулёзом лёгких — отдельно от остальных.
Весь срок заключения осуждённый отбывает в одной исправительной или воспитательной колонии. Существуют колонии минимального, среднего и максимального уровней безопасности.
В колониях создаются участки карантина, диагностики и распределения, ресоциализации, усиленного контроля. В колониях минимального уровня безопасности, среднего уровня безопасности и воспитательных колониях также создаются участки социальной реабилитации и адаптации. Все эти участки отличаются между собой условиями содержания. В зависимости от поведения осуждённого он может быть переведён из одной колонии в другую.
В колониях соблюдается режим — установленный порядок исполнения и отбывания наказания, который обеспечивает изоляцию осуждённых, их исправление, присмотр за ними, реализацию их прав, безопасность и т. д.

## Работа осуждённых
Осуждённые к лишению свободы работают на работах и должностях, назначенных администрацией. При назначении работы учитываются возраст, пол, трудоспособность, специальность и другие факторы рабочего. За работу осуждённые получают зарплату, которую могут тратить на своё содержание (оплату общежитий, продуктов питания, предметов первой необходимости и т. п.). Без оплаты они могут работать только на работах по благоустройству колонии в порядке очереди.